# 佐竹暁子
佐竹 暁子（さたけ あきこ、1974年 - ）は、日本の数理生物学者。山口県出身。九州大学理学研究院生物科学部門数理生物学教室（地球環境ゲノム生態学ユニット）教授。
日本数理生物学会、日本生態学会、個体群生態学会、日本植物生理学会、Society for Research on Biological Rhythms (SRBR)、所属。

## 経歴
1974年、山口県に生まれる。
2002年、九州大学理学研究院数理生物学研究室において博士課程を修了した。
修了後はペンシルバニア州立大学Bjornstad Lab（2003年）、京都大学生態学研究センター（2004年）、プリンストン大学Levin Lab & PEI（2005年）といった研究機関に所属した。
2007年に、スイス連邦水圏科学技術研究所のグループリーダーとなる。
2008年に北海道大学創成科学共同研究機構特任助教に就任し、2011年には同大学大学院地球環境科学研究院准教授となる。
2015年に、母校の九州大学理学研究院に准教授として移り、2018年に同教授に昇進した。

## 受賞歴
- 2007年 日本生態学会宮地賞受賞
- 2012年 日本数理生物学会奨励賞受賞
- 2014年 守田科学研究奨励賞受賞
- 2014年 ナイスステップな研究者選定
- 2019年 日本学術振興会賞受賞